# اسفار بن شیرویه
اَسفار پسر شیرویه یک فرمانده نظامی از تبار دیلمیان بود که حکومت علویان طبرستان را برانداخت و سعی کرد حکومتی مستقل بنیان نهاد.

## زندگی‌نامه
روایتهای مختلفی در این خصوص وجود دارد. ایرانیکا او را از لاهیجان در گیلان می‌داند. یکی از منابع متاخر او را اهل لاریجان در طبرستان دانسته. بعضی منابع برای تصحیح این اشتباه لاهیجان را زادگاه او فرض کرده‌اند. این فرض مورد تأیید هیچ‌کدام از منابع شناخته شده نبوده‌است. در قدیمی‌ترین توصیفات دربارهٔ طایفه او تفاوت وجود دارد. مسعودی او را گیل دانسته‌است؛ ولی منابع قدیمی‌تر او را دیلمی نوشته‌اند. نظام الملک طوسی او را از طایفه ورداوند می‌داند. ابن اسفندیار به دلیل فرجام کار اسفار او را ورودادیه یاد کرده‌است؛ ولی این طایفه در میان خانواده‌های معروف دیلمی شناخته نشده‌است. فقط بیهقی نامی از این خانواده را به عنوان شریف‌ترین خاندان‌های دیلم ذکر کرده‌است. اگر گفته مسعودی در مورد گیل بودن او درست باشد محتمل است که «واردادآوند» تصحیفی از «فاراوند»، یکی از چهار طایفهٔ گیل که در ناحیه «داخل» در شرق سپید رود مستقر بودند باشد. به نوشته دائرةالمعارف بزرگ اسلامی دیلمی بودن او و تولدش در منطقه کوهستانی دیلمان مستندتر است. بنابر گزارش حمزه اصفهانی، اسفار از یک طایفه گیلی بنام «وردادوند آوندان» بوده‌است.
در اوایل قرن چهارم هجری، پس از سقوط سیطره خلیفه بر شمال غربی ایران، او سهمی زودگذر از قدرت در تبرستان، دیلم و سرزمینهای در طول لبه جنوبی کوه‌های البرز داشت.  او در نزاع بر سر کنترل تبرستان در پی مرگ حاکم علوی آن ناصرالحق اطروش در ۳۰۴ مشهور شد؛ در این نزاعها حسن بن قاسم (داعی صغیر) نهایتاً پیروز شد. این همان دوره‌ای بود که سامانیان تلاش می‌کردند قدرتشان را بسوی شرق از خراسان به ایالات حاشیه خزر گسترش داده با شیعه زیدی آنجا بجنگند و از تسنن علیه آن حمایت کنند. اسفار در این زمان به عنوان مخالف و رقیبی برای قدرت رهبر دیلمی ماکان کاکی و در اتحاد با محمد بن مظفر محتاجی سپهسالار سامانی در خراسان برمی‌خیزد. او توانست تنها برای مدتی تبرستان را از علویان بگیرد ولی در پی آن از سوی امیر نصر بن احمد سامانی به عنوان فرماندار گرگان منصوب شد. او به کمک دیگر سرباز جویای نام گیلانی، مرداویج پسر زیار موفق شد حکمرانی داعی حسن بن قاسم را شکست داده و سرکوب کند.

### به قدرت رسیدن
داعی صغیر وقتی از هجوم آنان خبردار شد، ماکان را در شهر ری بگذاشت و خود به آمل رفت. اسفار نیز از ساری به سمت آمل لشکرکشی کرد. بیرون از شهر، در نزدیکی ساری، نبرد آغاز شد و علی‌رغم رشادت‌های داعی، سربازانش به خاطر نارضایتی از او، میدان را ترک کردند و او را تنها گذاشتند و مرداویج به انتقام دایی خود، هروسندان، داعی را به قتل رساند. پس از این پیروزی، اسفار آکوشی ترک را به عنوان نماینده به ری فرستاد ولی مدتی بعد مرداویج را به بهانهٔ ظلم آکوشی بر مردم ری، فرستاد تا او را تنبیه کند.
اسفار که در مدتی کوتاه توانسته بود طبرستان، گرگان، ری، قزوین، ابهر، قم و کرج ابی‌دلف را فتح کند، علیه خلیفه عباسی و امیر سامانی شورید و سپاهی که عباسیان برای دفع او فرستادند را شکست داد. مردم قزوین در این جنگ از خلیفهٔ عباسی دفاع کردند و عامل اسفار را کشتند. اسفار پس از صلح با امیر سامانی، به قزوین هجوم بُرد و آنجا را تاراج کرد؛ مؤذنان را کشت، مساجد را ویران کرد، بازارها را سوزاند و نماز خواندن را ممنوع کرد و مالیات را افزایش داد.
پس از آن اسفار سپهسالار خود، مرداویج، را برای کمک به مهدی بن خسرو فیروز که در نبردی از محمد بن مسافر شکست خورده بود، فرستاد. مرداویج در طارم، محمد بن مسافر را محاصره کرد و از او برای اسفار بیعت خواست. محمد در همین حال، به مرداویج پیام داد و ستم‌ها و اعمال اسفار را یادآور شد و از وی درخواست کرد که به یاری سپاهیانش، لشکریان اسفار را شکست دهد و بر سرزمین او چیره شود. مرداویج پذیرفته، با محمد و ماکان (ماکان در آن‌زمان در شمیران نزد محمد بن مسافر بود) متحد شد. مرداویج و پسران محمد، شیرزاد (برادر اسفار) و بیست و نه نفر از فرماندهان اسفار از طایفهٔ دیلمی «وروداوند» را غافلگیر کرده و کشتند.
اسفار که در قزوین منتظر رسیدن مرداویج بود، پس از آگاهی از توطئهٔ او به ری گریخت و سپس از راه دامغان به بیهق رفت. مرداویج که پیشتر مخفیانه با ماکان همدست شده‌بود، او را به تعقیب اسفار فراخواند و ماکان اسفار را به سوی گرگان راند. اسفار متحدانی در قلعه الموت داشت و گنجینهٔ خود را در آنجا نگه می‌داشت. لذا به سوی الموت گریخت ولی سرانجام موفق به این کار نشد و سپاهیان مرداویج در طالقان برایش کمین کردند و او را سر بریدند. ابن اسفندیار مرگ اسفار را در ۳۱۹ و ابن اثیر آن را در سال ۳۱۶ هجری ذکر می‌کنند. البته عباس اقبال آشتیانی هم در کتاب تاریخ ایران بعد از اسلام هم سال مرگ اسفار را ۳۱۶ ذکر کرده است.

## دیدگاه‌ها
اسفار دیگر کنترلش را بر ری، قزوین و دیگر بخشهای جبال، ابتدا در ظاهر به نمایندگی از سامانیان و سپس به عنوان حکمرانی مستقل مستقر کرده بود و نشان سلطنت ری را در مخالفت با امیر نصر و المقتدر، خلیفه عباسی استفاده می‌کرد.به نوشته ویلفرد مادلونگ، گفته شده او در قزوین بسیاری از ساکنان را قتل‌عام کرده، بازارها را سوزانده، مؤذنین را کشته، مساجد را نابود کرده، و برپایی نماز را ممنوع کرده این آخری نشان می‌دهد که اسفار مسلمان نبوده بلکه ملی‌گرایی بوده که از سلطه عربها متنفر بوده و امیدوار بوده یک امپراتوری ایرانی را احیا کند. مسعودی اظهار می‌دارد که اسفار به اسلام اعتقاد نداشته‌است. او توضیح می‌دهد که رهبران گیل و دیلم که توسط اطروش علوی گروانده شده بودند، دین خود را از دست داده بودند. «دیدگاه‌هایشان تغییر کرده بود، و بیشترشان بیخدا شده بودند (الحد اکثرهم)»